# (5841) Stone
(5841) Stone es un asteroide que forma parte del cinturón interior de asteroides más concretamente al grupo de Hungaria, descubierto el 19 de septiembre de 1982 por Eleanor F. Helin desde el Observatorio del Monte Palomar, Estados Unidos.

## Designación y nombre
Designado provisionalmente como 1982 ST. Fue nombrado Stone en homenaje a Edward C. Stone por sus logros en la expansión de las fronteras del vuelo espacial robótico, la exploración planetaria, la ciencia interplanetaria y la percepción remota de la Tierra. Si bien es muy respetado por sus contribuciones científicas, también ha logrado un éxito sobresaliente como director del Laboratorio de Propulsión a Reacción, principalmente a través de su perspicacia y un enfoque de gestión que combina diversas personas e ideas en una organización productiva. También es profesor de física en Morrisroe y vicepresidente del Instituto de Tecnología de California. Entre sus muchos premios y honores recibió la Medalla Nacional de la Ciencia.

## Características orbitales
Stone está situado a una distancia media del Sol de 1,926 ua, pudiendo alejarse hasta 2,127 ua y acercarse hasta 1,725 ua. Su excentricidad es 0,104 y la inclinación orbital 20,09 grados. Emplea 976,370 días en completar una órbita alrededor del Sol.

## Características físicas
La magnitud absoluta de Stone es 14,4. Tiene 2,217 km de diámetro y su albedo se estima en 0,988. 